# Галинарија (Ђенова)
Галинарија је насеље у Италији у округу Ђенова, региону Лигурија.
Према процени из 2011. у насељу је живело 104 становника. Насеље се налази на надморској висини од 142 м.